# Ihor Niczenko
Ihor Hryhorowycz Niczenko (ukr. Ігор Григорович Ніченко, ros. Игорь Григорьевич Ниченко, Igor Grigorjewicz Niczenko; ur. 18 kwietnia 1971 w Chersoniu) – ukraiński piłkarz, grający na pozycji napastnika.

## Kariera piłkarska

### Kariera klubowa
Wychowanek Szkoły Piłkarskiej Dynamo Kijów. Występował w rezerwowej drużynie Dynama. W 1989 rozpoczął karierę piłkarską w Podilla Chmielnicki, skąd w następnym sezonie przeszedł do Metalista Charków. W maju 1992 powrócił do rodzinnego miasta, gdzie został piłkarzem Krystału Chersoń, a już w sierpniu rezultatywny napastnik został zaproszony do Krywbasu Krzywy Róg i w debiutanckim sezonie z 12 bramkami zajął 3. miejsce w klasyfikacji strzelców. Latem 1995 wyjechał za granicę, gdzie bronił barw węgierskich klubów Stadler FC, Ferencvárosi TC, Dunaferr SE i Győri ETO FC. Po prawie dziesięciu latach występów w węgierskich ligach strzelił 97 bramek i w grudniu 2004 powrócił na Ukrainę. Już w styczniu następnego roku trenował w klubie Zakarpattia Użhorod, ale z przyczyn rodzinnych powrócił do Chersonia, gdzie ukończył karierę piłkarską w klubie Krystał Chersoń. Obecnie występuje w drużynie seniorów Bastion Mikołajów.

## Sukcesy i odznaczenia

### Sukcesy klubowe
- mistrz Węgier: 1996, 2000

### Sukcesy indywidualne
- 3. miejsce w klasyfikacji strzelców Mistrzostw Ukrainy: 1992/93